# セルジオ・ドゥトラ・ジュニオール
セルジオ・ドゥトラ・ジュニオール（ポルトガル語: Sérgio Dutra Júnior, 1988年4月25日 - ）は、ブラジル・サンパウロ州出身のサッカー選手。ポジションはMF、FW。通称ジュニオール・ドゥトラ（Júnior Dutra） またはドゥトラ。

## 来歴
サント・アンドレ時代、2009年2月1日のサンパウロ州選手権・サンパウロFC戦でスーパーゴールを決めたことでブラジル国内で知名度が急上昇した。
サンパウロFC、クルゼイロEC、SCインテルナシオナルなどとの争奪戦の末、京都サンガF.C.が完全移籍で獲得。
第91回天皇杯全日本サッカー選手権大会準決勝の対横浜F・マリノス戦では、決勝に導く同点FKを決めた。
2012年、鹿島アントラーズに完全移籍。同年10月6日のリーグ・第28節FC東京戦で、来日初ハットトリック達成するなど活躍した。
2013年には、ベルギー・ジュピラーリーグ（1部）のスポルティング・ロケレンに移籍した。2014年にベルギーカップを制覇した。またヨーロッパリーグにも出場した。
2015年2月、カタール・スターズリーグのアル・アラビ・ドーハに移籍。移籍金は240万ユーロである。3月22日に行われたレフウィヤSC戦ではリーグ史上最速得点記録を樹立した。
2016年7月13日、カンピオナート・ブラジレイロ・セリエBのCRヴァスコ・ダ・ガマに移籍した。
2017年1月13日、アヴァイFCに移籍した。チームはセリエBへ降格したもののリーグ戦30試合9得点を記録しエースとして奮闘した。また公式戦50試合に出場し15ゴールを記録した。
2018年1月4日、名古屋グランパスへ移籍したジョーの代役としてSCコリンチャンス・パウリスタに加入した。 移籍後2試合目となったADサン・カエターノ戦の後半17分に出場するとファーストタッチでゴールを決め、更に2得点に関与しチームの4―0の勝利に貢献した。。
2019年7月31日、清水エスパルスへ完全移籍により加入すると発表された。2020年12月13日、2020年シーズン限りで清水との契約を満了し退団することが発表された。
2021年3月24日、古巣のアヴァイFCへの加入が発表された。同年8月4日、アヴァイとの契約を解除。
2021年11月5日、香港プレミアリーグの理文足球会に加入。
2022年6月に理文を退団、同年8月にブルスケFCに加入した。

## 人物
京都に移籍の際、日本のメディアでは「カカ2世」という触れ込みで彼を紹介したが、ブラジル国内でそのように呼ばれていた事実はないという。
代理人はコンスタンチン･テオ。

## 所属クラブ
- 2006年 - 2008年  ECサント・アンドレユース
- 2008年 - 2009年  ECサント・アンドレ
- 2010年 - 2012年  京都サンガF.C.
- 2012年  鹿島アントラーズ
- 2013年 - 2015年  スポルティング・ロケレン
- 2015年 - 2016年  アル・アラビ・ドーハ
- 2016年  CRヴァスコ・ダ・ガマ
- 2017年  アヴァイFC
- 2018年 - 2019年  コリンチャンス (期限付き移籍)
  - 2018年  フルミネンセFC (期限付き移籍)
  - 2019年  アル・ナスル
- 2019年7月 - 2020年  清水エスパルス
- 2021年3月 - 8月  アヴァイFC
- 2021年11月 - 2022年6月  理文足球会
- 2022年8月 - 12月   ブルスキFC
- 2023年1月 - 7月　 ロンドリーナEC
- 2023年8月 -  フィゲイレンセFC

## Jリーグでの個人成績
| 国内大会個人成績 | 国内大会個人成績 | 国内大会個人成績 | 国内大会個人成績 | 国内大会個人成績 | 国内大会個人成績 | 国内大会個人成績 | 国内大会個人成績 | 国内大会個人成績 | 国内大会個人成績 | 国内大会個人成績 | 国内大会個人成績 |
| 年度             | クラブ           | 背番号           | リーグ           | リーグ戦         | リーグ戦         | リーグ杯         | リーグ杯         | オープン杯       | オープン杯       | 期間通算         | 期間通算         |
| 年度             | クラブ           | 背番号           | リーグ           | 出場             | 得点             | 出場             | 得点             | 出場             | 得点             | 出場             | 得点             |
| 日本             | 日本             | 日本             | 日本             | リーグ戦         | リーグ戦         | リーグ杯         | リーグ杯         | 天皇杯           | 天皇杯           | 期間通算         | 期間通算         |
| ---------------- | ---------------- | ---------------- | ---------------- | ---------------- | ---------------- | ---------------- | ---------------- | ---------------- | ---------------- | ---------------- | ---------------- |
| 2010             | 京都             | 9                | J1               | 26               | 5                | 4                | 1                | 2                | 0                | 32               | 6                |
| 2011             | 京都             | 9                | J2               | 30               | 6                | -                | -                | 6                | 2                | 36               | 8                |
| 2012             | 京都             | 9                | J2               | 0                | 0                | -                | -                | -                | -                | 0                | 0                |
| 2012             | 鹿島             | 11               | J1               | 27               | 8                | 9                | 2                | 5                | 1                | 41               | 11               |
| 2019             | 清水             | 11               | J1               | 12               | 1                | 0                | 0                | 3                | 2                | 15               | 3                |
| 2020             | 清水             | 11               | J1               | 20               | 6                | 3                | 1                | -                | -                | 23               | 7                |
| 通算             | 日本             | 日本             | J1               | 85               | 20               | 16               | 4                | 10               | 3                | 111              | 27               |
| 通算             | 日本             | 日本             | J2               | 30               | 6                | -                | -                | 6                | 2                | 36               | 8                |
| 総通算           | 総通算           | 総通算           | 総通算           | 115              | 26               | 16               | 4                | 16               | 5                | 147              | 35               |

その他の国際公式戦
- 2012年
  - スルガ銀行チャンピオンシップ 1試合0得点

## タイトル

### クラブ
鹿島アントラーズ
- ヤマザキナビスコカップ：1回（2012年）
- スルガ銀行チャンピオンシップ：1回（2012年）